# Kolik
 Der er for få eller ingen kildehenvisninger i denne artikel, hvilket er et problem. Du kan hjælpe ved at angive troværdige kilder til de påstande, som fremføres i artiklen.

Kolik er en tilstand hos spædbørn, der er kendetegnet ved langvarig, uforklarlig gråd. Andre navne for tilstanden er tremånederskolik og spædbarnskolik. Det skyldes at det som regel går over når barnet er ca. tre måneder og altså kun varer ved så længe barnet er spædt. Den almindelige definition er at gråden skal forsætte mindst tre timer pr dag, i mindst tre dage om ugen, i mindst tre uger. 
Det er i nogle tilfælde vigtigt at man søger læge ved langvarig, uforklarlig gråd, da det kan være noget kendt, som man kan behandle. Ofte vil lægen konstatere kolik, hvorefter yderligere lægebesøg sjældent er nødvendige. 
Oprindeligt vedrørende den medicinske betegnelse for smerter i tyktarmen, hvis latinske navn Colon senere blev brugt som et adjektiv colicus og erstattede coli dolor "smerte i tyktarmen".

## Årsager
Kolik har ingen kendt årsag. Flere årsager har været undersøgt, herunder overfølsomhed overfor mælkeprotein eller smerter fra spædbarnets bevægeapparat, men ingen årsager har kunnet fastslås.

## Behandling
Der findes mange teorier og husråd, men generelt ingen entydig effektiv behandling; trods forskning er der ikke evidens for behandlinger, der afhjælper eller kurerer kolik. Man kan dog i nogle tilfælde symptombehandle. For eksempel kan massage afhjælpe muskel- og ledsmerter hos nogle børn med kolik, ligesom det tjener til at styrke båndet mellem barn og forældre.  
Kolik går over med alderen. Det er ikke skadeligt for barnet, og det vil ikke være mærket af kolikken i en senere alder.